# Flesh & Blood (álbum de Poison)
Flesh & Blood es el tercer álbum de estudio de la banda de hard rock Poison, publicado en el año 1990 por la etiqueta Enigma de Capitol Records. El álbum vendió más de 10 millones de copias en todo el mundo y logró ubicarse en la segunda posición en las listas de éxitos Billboard estadounidenses.
El disco logró ubicar dos sencillos en el Top 10, "Unskinny Bop" y "Something to Believe In", y produjo otros éxitos como "Ride the Wind", "Life Goes On" y "(Flesh & Blood) Sacrifice". Fue certificado como disco de platino en 1990 y como triple platino en 1991 por la RIIA.

## Concepto musical
Este álbum representó un cambio bastante notorio en el estilo musical de Poison, siendo su último trabajo dentro del Top 10 de Billboard 200. Las canciones ofrecen un lado más serio y oscuro de la banda, tocando temas como los tiempos difíciles y la superación de ellos ("Valley of Lost Souls", "Life Loves a Tragedy", "Come Hell or High Water"), el desamor ("Life Goes On"), las relaciones a largo plazo ("Don’t Give Up an Inch", "Ball and Chain"), y la desilusión ("Something to Believe In").
A pesar de ello, se mantuvo intacto el estilo divertido habitual en Poison, en pistas que se ocupan del tema del sexo ("(Flesh & Blood) Sacrifice", "Unskinny Bop"), o las que refieren a la alegría por la música o las motocicletas ("Let It Play", "Ride the Wind") y la ironía de la pobreza ("Poor Boy Blues").

## Lista de canciones
1. "Strange Days of Uncle Jack"
2. "Valley of Lost Souls"
3. "(Flesh & Blood) Sacrifice"
4. "Swampjuice (Soul-O)"
5. "Unskinny Bop"
6. "Let It Play"
7. "Life Goes On"
8. "Come Hell or High Water"
9. "Ride the Wind"
10. "Don't Give Up an Inch"
11. "Something to Believe In"
12. "Ball and Chain"
13. "Life Loves a Tragedy"
14. "Poor Boy Blues"

## Sencillos
- "Unskinny Bop" #3 EE. UU., #15 GB
- "Something to Believe In" #4 EE. UU., #14 GB
- "Ride the Wind" #38 EE. UU., 25 GB
- "Life Goes On" #35 EE. UU., #33 GB
- "(Flesh & Blood) Sacrifice" #32 GB

## Personal
- Bret Michaels - Voz - Guitarra rítmica
- C.C. DeVille - Guitarra principal - Coros
- Bobby Dall - Bajo - Piano - Coros
- Rikki Rockett - Batería - Percusión - Coros

### Personal adicional
- John Webster - Teclados